# Blauwbaardbladvogel
De blauwbaardbladvogel (Chloropsis cyanopogon) is een vogel uit de familie van de Bladvogels.

## Kenmerken
De blauwbaardbladvogel is gemiddeld 17 cm lang en een verkleinde uitvoering van de diksnavelbladvogel die sterk op deze vogel lijkt, maar gemiddeld 5 cm langer is. De keel van het mannetje is zwart met daarin veren met en blauwe metaalglans. Verder is de vogel overwegend groen, van boven donkerder groen dan van onder.

## Verspreiding
De broedgebieden van de blauwbaardbladvogel liggen op het schiereiland Malakka en de eilanden Sumatra en Borneo. Het is een uitgesproken bosvogel van laaglandregenwoud, maar ook wel van secondair bos en geboomte dat dient om plantages van bijvoorbeeld cacao van schaduw te voorzien. De vogels foerageren op bessen en andere vruchten hoog in de boomkronen.
De soort telt 2 ondersoorten:
- C. c. septentrionalis: noordelijk en centraal Malakka.
- C. c. cyanopogon: zuidelijk Malakka, Sumatra en Borneo.

## Status
De blauwbaardbladvogel heeft een groot verspreidingsgebied en daardoor is de kans op uitsterven gering. De grootte van de populatie is niet gekwantificeerd. Op Borneo is de vogel nog betrekkelijk algemeen maar door voortgaande ontbossingen in Thailand en op Sumatra, gaat de populatie achteruit. Deze vernietiging van het leefgebied schrijdt voort met meer dan 30% in tien jaar (meer dan 3,5% per jaar). Om deze redenen staat deze bladvogel als gevoelig op de Rode Lijst van de IUCN.